# مزرعه ارجمندی خاتم‌الانبیا
مزرعه ارجمندی خاتم‌الانبیا یک منطقهٔ مسکونی در ایران است که در دهستان مشیز واقع شده‌است.